# 兎月竜之介
兎月 竜之介（うづき りゅうのすけ、1987年9月16日 - ）は、日本のライトノベル作家。群馬県出身。群馬県立館林高等学校、獨協大学出身。文芸サークル「明日から休講です。」主催。
2010年9月、集英社主催の第9回スーパーダッシュ小説新人賞大賞受賞作『ニーナとうさぎと魔法の戦車』でデビューした（受賞時のタイトルは『うさパン! 私立戦車小隊／首なしラビッツ』、筆名はうさぎ鍋竜之介、同回のもう1人の大賞は神秋昌史）。
好きな作家として村上春樹、桜庭一樹、十文字青を挙げている。

## 受賞歴
- 2008年
  - 講談社第3回流水大賞（講談社BOX新人賞）あしたの賞
- 2010年
  - 集英社jNGP'09 Winter（ジャンプ小説新人賞）フリー部門 特別賞
  - 集英社第9回スーパーダッシュ小説新人賞大賞

## 作品リスト

### 集英社スーパーダッシュ文庫
- ニーナとうさぎと魔法の戦車（2010年9月 - 2013年6月、イラスト：BUNBUN、全8巻）
- 流星生まれのスピカ（2014年4月 - 2015年1月、イラスト：鍋島テツヒロ、全3巻）

### 集英社ダッシュエックス文庫
- いらん子クエスト（2015年7月、イラスト：wogura）
- 私たち殺し屋です、本当です、嘘じゃありません、信じてください。（2016年8月、イラスト：ハル犬）
- 王女様の高級尋問官～真剣に尋問しても美少女たちが絶頂するのは何故だろう？～（2018年2月、イラスト：睦茸、既刊2巻）[4]

### Novel 0
- 歌姫島の支配人候補（2017年4月、イラスト：フライ）

### MF文庫J
- がんばりすぎなあなたにご褒美を! 堕落勇者は頑張らない（2017年7月、イラスト：そりむらようじ）
- ときのそら バーチャルアイドルだけど応援してくれますか？（2019年4月、原作・原案：カバー株式会社）

### オンライン小説
その他短編作品については作者のホームページにて記載されている。
- 少女九龍城（2011年10月 - ）[6]
- ミキとうさぎと機械の迷宮（2017年10月 - ）[7]

ニーナとうさぎと魔法の戦車から数年が経過した世界が舞台となっている。